# Fonogram – Magyar Zenei Díj
A Fonogram díj (korábban Arany Zsiráf díj) vagy más néven Fonogram – Magyar Zenei Díj, egy magyar zenei elismerés, amelyet a Magyar Hangfelvétel-kiadók Szövetsége oszt minden évben több kategóriában, 1992 óta.
A díjat a magyar hanglemezkiadás kiemelkedő sikereinek és teljesítményeinek, valamint a nemzetközi hanglemezkiadás Magyarországon kiemelkedő sikerű és értékű albumainak díjazására alapították.

## A díj
A díj egy aranyozott mikrofon és egy aranylemez, melyet a Fonogram díj képe díszít. A díjat minden győztes egy példányban kapja meg. A díjon szerepel a díj odaítélésének éve, a kategória megjelölése és a kategória győztesének neve.

## Kategóriák

### Arany Zsiráf díjként (1993–2003)
1993 és 1998 között
- Az év hazai albuma
- Az év hazai hangfelvétele
- Az év hazai lemezborítója
- Az év hazai videóklipje
- Az év felfedezettje (1994 kivételével)
- Az év külföldi albuma (1994 kivételével)
- Az év koncertje (1996 kivételével; 1994-ben a hazai és külföldi koncerteket egy kategóriában jelölték)
- Az év külföldi koncertje itthon (csak 1993-ban)
- Az év külföldi videóklipje itthon (csak 1993-ban)

1999 és 2004 között
| - Az év hazai rockalbuma - Az év hazai popalbuma - Az év hazai dance-albuma - Az év hazai "új irányzat" albuma (csak 1999-ben) - Az év hazai felfedezettje - Az év filmzenealbuma - Az év válogatásalbuma (csak 1999-ben) - Az év prózai albuma (csak 1999-ben és 2001-ben) | - Az év külföldi rockalbuma - Az év külföldi popalbuma - Az év külföldi dance-albuma - Az év külföldi "új irányzat" albuma (csak 1999-ben) |

| - Az év hazai modern rockalbuma (2000-től) - Az év hazai rap- vagy hiphopalbuma (2000-től) | - Az év külföldi modern rock albuma (2000-től) - Az év külföldi rap- vagy hiphopalbuma (2000-től) |

- Az év feldolgozásalbuma (2000-től)
- Az év hazai jazz- vagy world music albuma (2000-től)
- Az év hazai dala (2002-től)
- Az év hazai hagyományos szórakoztatózenei albuma (2002-től)
- Az év hazai videóklipje (csak 2002-ben)

### Fonogram díjként (Fonogram – Magyar Zenei Díj, 2004-től)
2004 és 2008 között
| - Az év hazai rockalbuma - Az év hazai popalbuma - Az év hazai dance-albuma - Az év hazai modern rock albuma - Az év hazai rap- vagy hiphopalbuma - Az év hazai filmzenealbuma (csak 2005-ben és 2006-ban) - Az év hazai felfedezettje - Az év hazai hagyományos szórakoztató zenei albuma - Az év hazai jazzalbuma - Az év hazai world music albuma - Az év dala - Az év hazai gyermekalbuma (2005-től) - Az év hazai zenei DVD-je (csak 2008-ban) | - Az év külföldi rockalbuma - Az év külföldi popalbuma - Az év külföldi dance-albuma - Az év külföldi modern rock albuma - Az év külföldi rap- vagy hiphopalbuma - Az év külföldi filmzenealbuma (csak 2005-ben és 2006-ban) |

2009 és 2013 között
| - Az év hazai klasszikus pop-rockalbuma - Az év hazai modern pop-rockalbuma - Az év hazai alternatív vagy indie-rock albuma - Az év hazai elektronikus zenei albuma - Az év hazai hard rock vagy heavy metal albuma - Az év hazai rap- vagy hiphopalbuma - Az év hazai jazzalbuma - Az év hazai világ- vagy népzenei albuma - Az év hazai szórakoztató zenei albuma - Az év hazai gyermekalbuma - Az év hazai hagyományos slágerzenei albuma - Az év felfedezettje - Az év dala | - Az év külföldi klasszikus pop-rockalbuma - Az év külföldi modern pop-rockalbuma - Az év külföldi alternatív vagy indie-rock albuma - Az év külföldi elektronikus zenei albuma - Az év külföldi hard rock vagy heavy metal albuma - Az év külföldi rap- vagy hiphopalbuma |

2014-től
2014-es díjátadótól a szövetség megújította a kategóriák megnevezéseit, ezáltal albumok mellett dalokat, hangfelvételeket is jelölnek a kategóriákban és ezáltal hirdetik ki a nyerteseket minden évben.
A 2016-os és 2017-es átadókon Az év dala nem került átadásra.
| - Az év hazai klasszikus pop-rock albuma vagy hangfelvétele - Az év hazai modern pop-rock albuma vagy hangfelvétele - Az év hazai alternatív vagy indie-rock albuma vagy hangfelvétele - Az év hazai elektronikus zenei albuma vagy hangfelvétele - Az év hazai rap- vagy hiphopalbuma vagy hangfelvétele - Az év hazai hard rock vagy metalalbuma vagy hangfelvétele - Az év hazai hagyományos slágerzenei albuma vagy hangfelvétele - Az év hazai kortárs szórakoztatózenei albuma vagy hangfelvétele - Az év hazai gyermekalbuma vagy hangfelvétele - Az év hazai jazzalbuma vagy hangfelvétele - Az év hazai világ- vagy népzenei albuma vagy hangfelvétele - Az év felfedezettje - Az év dala (csak 2014-ben és 2015-ben) | - Az év külföldi klasszikus pop-rock albuma vagy hangfelvétele - Az év külföldi modern pop-rock albuma vagy hangfelvétele - Az év külföldi alternatív vagy indie-rock albuma vagy hangfelvétele - Az év külföldi elektronikus zenei albuma vagy hangfelvétele - Az év külföldi rap- vagy hiphopalbuma vagy hangfelvétele - Az év külföldi hard rock vagy metalalbuma vagy hangfelvétele |